# Anolis charlesmyersi
Espèce
Synonymes
- Norops charlesmyersi (Köhler, 2010)

Anolis charlesmyersi est une espèce de sauriens de la famille des Dactyloidae. 

## Répartition
Cette espèce se rencontre au Panama et au Costa Rica.

## Étymologie
Cette espèce est nommée en l'honneur de Charles William Myers.

## Publication originale
- Köhler, 2010 : A revision of the Central American species related to Anolis pentaprion with the resurrection of A. beckeri and the description of a new species (Squamata: Polychrotidae). Zootaxa, no 2354, p. 1–18.